# MEIA
MEIA è l'acronimo dell'inglese Microplate Enzymatic Immunoassay e cioè determinazione immunoenzimatica a cattura di microparticelle.
È un metodo di analisi immunologica utilizzato in biochimica ed ha la stessa valenza, affidabilità e precisione di altre metodologie quali ELISA, ELFA ed EIA.
La differenza tra le varie metodologie è sostanzialmente data dal tipo di reazione chimica impiegata per la rilevazione dell'eventuale organismo patogeno.
Viene inoltre spesso utilizzata come test di screening per la ricerca del virus HIV.
La sensibilità di tale test supera il 99,9%.